# Mežica
Mežica (Duits: Mießdorf) is een gemeente in de Sloveense regio Koroška en telt 3966 inwoners (2002).

## Plaatsen in de gemeente
Breg, Lom, Mežica, Onkraj Meže, Plat, Podkraj pri Mežici
Črna na Koroškem · Dravograd · Mežica · Mislinja · Muta · Podvelka · Prevalje · Radlje ob Dravi · Ravne na Koroškem · Ribnica na Pohorju · Slovenj Gradec · Vuzenica